# Jatxou
Jatxou (baskiska: Jatsu) är en kommun i departementet Pyrénées-Atlantiques i regionen Nouvelle-Aquitaine i sydvästra Frankrike. Kommunen ligger i kantonen Ustaritz som tillhör arrondissementet Bayonne. År 2022 hade Jatxou 1 258 invånare.

## Befolkningsutveckling
Antalet invånare i kommunen Jatxou
| Referens: INSEE |